# Südostschweiz (Zeitung)
Die Südostschweiz ist eine regionale Schweizer Tageszeitung der Somedia in Chur. Sie gilt als liberale Zeitung der politischen Mitte.

## Mantel mit Regionalausgaben
Die Südostschweiz erscheint in verschiedenen Teilauflagen:
- seit 2000 Regionalausgabe Glarus (bis 2000 Glarner Nachrichten)
- seit 1997 Regionalausgabe Graubünden (bis 1997 Bündner Zeitung).

Von 2006 bis 2018 erschien auch die Regionalausgabe Gaster und See (bis 2000 Gasterländer/Seepresse) im Mantel. Danach wurde sie mit der Regionalausgabe Obersee der Zürichsee-Zeitung zur neuen Linth-Zeitung fusioniert.
Im Verbund der Südostschweiz, jedoch weiterhin als eigenständige Titel und im eigenständigen Verlag erscheinen die folgenden Zeitungen:
- Höfner Volksblatt (seit 1997)
- March-Anzeiger (seit 1997)
- Sarganserländer (seit 1998)

## Südostschweiz am Wochenende
Seit dem 4. März 2017 erscheint samstags unter dem Namen Südostschweiz am Wochenende die von AZ Medien produzierte Wochenendausgabe der az Nordwestschweiz, Schweiz am Wochenende, die von AZ Medien, Somedia und ZT Medien (Zofinger Tagblatt) als Nachfolgerin der eingestellten Schweiz am Sonntag gemeinsam herausgegeben wird.

## Auflage
Die Südostschweiz rechnet zur Gesamtauflage auch das bis Ende April 2018 eigenständige konservative Bündner Tagblatt und die romanischsprachige La Quotidiana.
Die WEMF-beglaubigte Gesamtauflage betrug so im Jahr 2024 noch 54'936 (Vj. 58'113) verkaufte bzw. 59'785 (Vj. 62'586) verbreitete Exemplare, die Reichweite 144'000 bzw. einschliesslich Replica 146'000 Leser (WEMF MACH Basic 2024-2). Ohne Bündner Tagblatt und La Quotidiana betrug die Auflage der Südostschweiz 2024 47'444 (Vj. 50'020) verkaufte bzw. 51'244 (Vj. 53'557) verbreitete Exemplare. Wöchentlich wird eine Grossauflage mit einer Auflage von 150'904 (Vj. 150'485) Exemplaren verteilt (davon Bündner Tagblatt 5'297; Vj. 5'670 Exemplare, La Quotidiana 3'244; Vj. 3359 Exemplare).
Im Jahr 2004 hatte die Südostschweiz ihre höchste Auflage von 145'000 Exemplaren erreicht, seither erleidet sie wie alle Schweizer Zeitungen einen steten Auflagerückgang, der durch zusätzliche E-Papers nicht kompensiert werden kann.

## Geschichte
Die Geschichte der 1997 gegründeten Südostschweiz beginnt lange davor mit dem Entstehen ihrer Vorgängerzeitungen.

### Glarner Nachrichten
1884 gründete der spätere demokratische National- und Ständerat David Legler diese Tageszeitung als Organ der Opposition. Die seit 1875 erscheinende Zeitung Der Freie Glarner kaufte die Glarner Nachrichten auf und legte die beiden 1890 unter letzterem Namen zusammen. In den ersten drei Jahrzehnten des 20. Jahrhunderts wurde sie zur grössten Zeitung des Kantons. Nach dem Zweiten Weltkrieg wandte sie sich einem liberalen Kurs zu. 1997 übernahm die Gasser AG Chur die Tschudi Druck und Verlag AG, und die Glarner Nachrichten wurden zur Regionalausgabe Glarus der Südostschweiz.

### Gasterländer
Der Gasterländer wurde 1885 ein erstes Mal in Uznach gegründet, hatte jedoch nur bis 1894 Bestand. Ebenfalls 1885 erschien als Vorläufer des Gasterländers ein Blatt unter dem Namen Gasterländer Anzeiger, gleichfalls in Uznach. 1990 versuchte das Blatt unter dem Namen Seepresse ohne Erfolg die Flucht nach vorn und die Expansion. 1992 übernahm die Herausgeberin der Glarner Nachrichten, die Tschudi Druck und Verlag AG, den Gasterländer und verschmolz ihn 1993 mit dem gleichzeitig erworbenen March-Anzeiger (Lachen) zur Linth-Presse-Zeitung. 1997 übernahm die Gasser AG Chur die Tschudi Druck und Verlag AG und benannte die Zeitung in Gasterländer/Seepresse um. Diese wurde 2000 zur Regionalausgabe Gaster und See der Südostschweiz.
2018 legten die  Südostschweiz und die Zürichsee-Zeitung ihre Regionalausgaben Gaster und See bzw. Zürichsee-Zeitung Obersee zur Linth-Zeitung mit Sitz in Rapperswil-Jona und Uznach zusammen. Chefredaktor ist Urs Zweifel. Die erste Ausgabe erschien am 1. Oktober 2018.

### Bündner Zeitung
Die Bündner Zeitung entstand 1975 aus der Integration des 107-jährigen freisinnigen Freien Rätiers in die oppositionelle demokratische Neue Bündner Zeitung (gegründet 1892).

### Südostschweiz
1997 ging aus der Bündner Zeitung die Südostschweiz als kantonsübergreifender Zeitungsverbund mit Zentralredaktion in Chur hervor, mit den drei Regionalausgaben Gaster und See (bis 2000 Gasterländer/Seepresse), Glarus (bis 2000 Glarner Nachrichten) und Graubünden sowie den drei angeschlossenen Titeln (mit jeweils eigenem Verlag) Bote der Urschweiz, Höfner Volksblatt und March-Anzeiger. Die Südostschweiz etablierte sich als liberale Zeitung der politischen Mitte, im Gegensatz zum ebenfalls von Somedia herausgegebenen eher konservativen Bündner Tagblatt.
1998 stiessen die Zeitungen Liechtensteiner Vaterland, Liechtensteiner Volksblatt, Sarganserländer und Werdenberger & Obertoggenburger zum Zeitungsverbund, 2004 die Rheintalische Volkszeitung.
Per Ende 2013 beendeten die vier Regionalzeitungen Bote der Urschweiz, Liechtensteiner Vaterland, Rheintalische Volkszeitung und Werdenberger & Obertoggenburger ihre Partnerschaft mit der Südostschweiz und kooperieren seitdem mit der Luzerner Zeitung (Bote der Urschweiz) bzw. dem St. Galler Tagblatt, die beide zur NZZ-Mediengruppe gehören. Die Südostschweiz verlor dadurch einen Auflagenanteil von rund 39'000 Exemplaren.
Im Herbst 2017 prüfte Somedia die Möglichkeit eines Mantels zusammen mit der Basler Zeitung, verwarf das Projekt aber Anfang 2018.
Im Januar 2018 gab Somedia bekannt, die Redaktionen der Südostschweiz und des Bündner Tagblatts zusammenlegen zu wollen. Der Plan wurde im März 2018, nachdem Magdalena Martullo-Blocher als Vertreterin des Mehrheitsbesitzers der Verlagsrechte ihren Widerstand gegen die Fusion bekannt gemacht hatte, zunächst zurückgenommen. Die Redaktionen sollten eigenständig bleiben, jedoch ab Mitte April 2018 verstärkt zusammenarbeiten. Kurz darauf wurde die Fusion zu einer Zentralredaktion doch beschlossen. Am 1. Mai 2018 redigierte diese erstmals die beiden Zeitungen, die sich nur noch auf den ersten drei Seiten unterscheiden.
Die Gasser Media AG (heute Somedia Press AG) hatte 1996 die Herausgabe des betont bürgerlichen Bündner Tagblatts von Christoph Blocher übernommen, der weiterhin die Verlagsrechte besitzt.
Gleichzeitig mit der Zentralredaktion wurde ein neues Layout eingeführt. Dieses verwendet im Untertitel (über dem Haupttitel) die historischen Zeitungsnamen Bündner Zeitung (Regionalausgabe Graubünden) und Glarner Nachrichten (Regionalausgabe Glarus) wieder.

### Chefredaktoren
- 1875–? Daniel Tschudi-Aebli (Verleger Der Freie Glarner)
- 1884–? David Legler (Verleger Glarner Nachrichten)
- 1905–1937 Rudolf Tschudi
- 1937–1966 Hans Trümpy
- 2009–2015 David Sieber (Die Südostschweiz)
- 2016–2020 Martina Fehr (Südostschweiz)
- 2020–2024 Reto Furter
- 2024–2025 Joachim Braun
- ab 1. Februar 2025: Nikola Nording[3]